# 전기성
전기성(全基成, 1993년 1월 17일 ~ )은 대한민국의 은퇴한 축구 선수로, 포지션은 미드필더였다. K리그 챌린지 서울 이랜드와 부천 FC 1995에서 활약하였다.

## 축구인 경력

### 광주대학교
초등학교 때 육상대회에서 스카우트 제의를 받아 축구선수 생활을 시작하였다. 고등 축구 명문 광양제철고등학교에 진학하였으나, 부상이 발목을 잡아 숭의고등학교로 전학을 가게 되었다. 이 후 광주대학교에 진학하였고, 3학년이 되는 2014년에 프로선수가 되기 위해 K리그 신인 드래프트를 신청하였다. 2014년 U리그 왕중왕전 조선대학교와의 경기에 중앙 미드필더로 출장하였다. 이 때 서울 이랜드 FC의 마틴 레니 감독의 눈에 띄었으나 전기성은 그 사실을 모르고 1년 더 대학에서 축구하기 위해 드래프트 신청을 철회하였다. 이에 레니 감독은 광주대 정평열감독과 만나 설득하였고, 자유선발로 영입하는데 성공했다.

### 서울 이랜드 FC
2015년 신생팀 서울 이랜드 FC에 자유선발로 입단하였다.

### 부천 FC 1995
새 시즌을 시작하기에 앞서 2015년 12월 29일 부천 FC 1995로의 임대이적이 발표되었다.

### 은퇴
K리그 챌린지 2017 시즌에 서울 이랜드 FC의 선수명단에 포함되었으나, R리그에서만 출장하였다. 시즌 종료 이후 자신의 SNS 계정을 통해 은퇴 소식을 전했다.